# Urichs vliegenpikker
Urichs vliegenpikker (Phyllomyias urichi) is een zangvogel uit de familie Tyrannidae (tirannen). Het is een bedreigde endemische vogelsoort in Venezuela. De vogel is door Frank Michler Chapman vernoemd naar F. W. Urich die de vogel verzamelde.

## Kenmerken
De vogel is 12 cm lang. Het is een kleine zangvogel die van boven olijfkleurig groen is met een contrasterende grijs gekleurde kruin. De borst en buik zijn bleekgeel. De vogel heeft een smalle, lichte wenkbrauwstreep en oogring, een vage iets donkerder oogstreep en weer lichte "wangen". Opvallend is verder een dubbele vleugelstreep.

## Verspreiding en leefgebied
Deze soort komt voor in de deelstaten Anzoátegui, Sucre en Monagas van noordoostelijk Venezuela. Het leefgebied bestaat uit vochtige bergwouden op hoogten tussen 800 en 1000 m boven zeeniveau.

## Status
Urichs vliegenpikker heeft een beperkt verspreidingsgebied en daardoor is de kans op uitsterven aanwezig. De grootte van de populatie werd in 2016 door BirdLife International geschat op 600 tot 1700 individuen en de populatie-aantallen nemen af door habitatverlies. Het leefgebied wordt aangetast door ontbossing waarbij natuurlijk bos wordt omgezet in gebied voor agrarisch gebruik waaronder de teelt van  koffieplanten. Om deze reden staat deze soort als bedreigd op de Rode Lijst van de IUCN.